# Stovpove (Djankoi)
|  | Per a altres significats, vegeu «Stovpove». |

Stovpove (en (ucraïnès): Стовпове, en rus: Столбовое) és un poble de la República Autònoma de Crimea, a Ucraïna, que el 2014 tenia 220 habitants. Pertany al districte rural de Djankoi. Fins al 1948 la vila es deia Metxetlí-Kitai.